# Cibdela
Cibdela (лат.) — род небольших перепончатокрылых насекомых из семейства аргиды. Известно более 10 видов.

## Описание
Тело длиной от 8,0 до 10,0 мм. Голова не расширена за глазами при дорсальном виде. Антенны самцов простые. Передние крылья с 4 ячейками Rs; ячейка R закрыта; жилка Sc присутствует; жилка 2r-m присутствует; жилка B переднего крыла соединяется с жилкой R задолго до (длиннее, чем жилка Sc) места соединения с жилкой M; ячейка 2A закрыта. Все голени без преапикальных шпор. Задние голени и шпоры простые.

## Систематика
В мировой фауне насчитывается более 10 видов.
- Cibdela chakrataensis Saini & Thind 1989
- Cibdela chinensis Rohwer, 1921
- Cibdela choptaensis Saini & Thind 1989
- Cibdela dilate (Wei, 2005)[5]
- Cibdela flavipennis Enderlein 1919
- Cibdela hyalinia Wei, 2005
- Cibdela janthina (Klug, 1834)
- Cibdela maculipennis (Cameron 1899)
- Cibdela melanomala (Wei, 1999)
- Cibdela melanoptera Rohwer, 1921
- Cibdela poecilotricha  (Konow, 1898)
- Cibdela ramgarhensis  Saini & Thind 1989
- Cibdela scita  (Konow, 1900)
- Cibdela smithi  Saini & Thind 1989
- Cibdela zhejiangia  (Wei & Nie, 1998)

## Распространение
Встречаются в Палеарктической и Ориентальной биогеографических областях. Вид C. janthina (Klug, 1834) был интродуцирован на остров Реюньон (Франция, Индийский океан) в попытке биологического контроля инвазивного вида Rubus alceifolius Poir. из рода Малина.